# Округ Колумбија (Арканзас)
Округ Колумбија (енгл. Columbia County) је округ у америчкој савезној држави Арканзас. По попису из 2010. године број становника је 24.552. Седиште округа је град Магнолија.

## Демографија
Према попису становништва из 2010. у округу је живело 24.552 становника, што је 1.051 (4,1%) становника мање него 2000. године.
| Група             | 2000.          | 2010.          |
| Белци             | 15.776 (61,6%) | 14.545 (59,2%) |
| Афроамериканци    | 9.232 (36,1%)  | 9.059 (36,9%)  |
| Азијати           | 88 (0,3%)      | 177 (0,7%)     |
| Хиспаноамериканци | 269 (1,1%)     | 533 (2,2%)     |
| Укупно            | 25.603         | 24.552         |